# Cratyna caraosi
Cratyna caraosi är en tvåvingeart som beskrevs av Lane 1960. Cratyna caraosi ingår i släktet Cratyna och familjen sorgmyggor. Inga underarter finns listade i Catalogue of Life.